# Augustus Saint-Gaudens
Augustus Saint-Gaudens (1 de marzo de 1848 - 3 de agosto de 1907), fue el escultor irlandés nacido estadounidense de la generación Beaux Arts que mejor representó los ideales del Renacimiento americano. Radicado en Nueva York viajó a Europa para estudiar arte, y luego regresó para lograr gran éxito con los monumentos conmemorativos de la guerra civil estadounidense, muchos de os cuales se conservan en la actualidad. Además de sus obras famosas, como el Robert Gould Shaw Memorial en Boston o el monumento ecuestre a los generales John A. Logan sobre un túmulo en Chicago y William Tecumseh Sherman en la esquina del Central Park en Nueva York, Saint-Gaudens mantuvo interés en numismática, diseñando la moneda de oro de 20 dólares «double eagle» en 1905, que todavía se considera la más bella moneda norteamericana emitida, así como la de 10 dólares «indian head», las que fueron acuñadas entre 1907 y 1913. En sus últimos años fundó la colonia Cornish, una colonia artística que albergó notables escultores, pintores, escritores y arquitectos. Su hermano, Louis St. Gaudens fue también un escultor conocido, con quien colaboró ocasionalmente. 

## Primeros años y carrera
Nacido en Dublín de padre irlandés y madre francesa, se radicó en Nueva York luego que sus padres emigraran a Estados Unidos cuando tenía 6 años de edad. Fue aprendiz de un cortador de gemas pero también asistió a clases en la Cooper Union y en la National Academy of Design. A los 19 años, con su aprendizaje completado, viajó a París para estudiar en el atelier de François Jouffroy en la Ecole des Beaux-Arts. En 1870 fue a Roma para estudiar arte y arquitectura y trabajar en sus primeros encargos. Allí conoció a una estudiante estadounidense, Augusta Fisher Nichols, cuya madre era Elizabeth Fisher Homer, con quien contrajo matrimonio en 1877. En Nueva York fue miembro de los Tilers, grupo de prominentes artistas y escritores, que incluía a Winslow Homer, William Merritt Chase y Arthur Quartley.

## Encargos conmemorativos de la Guerra Civil

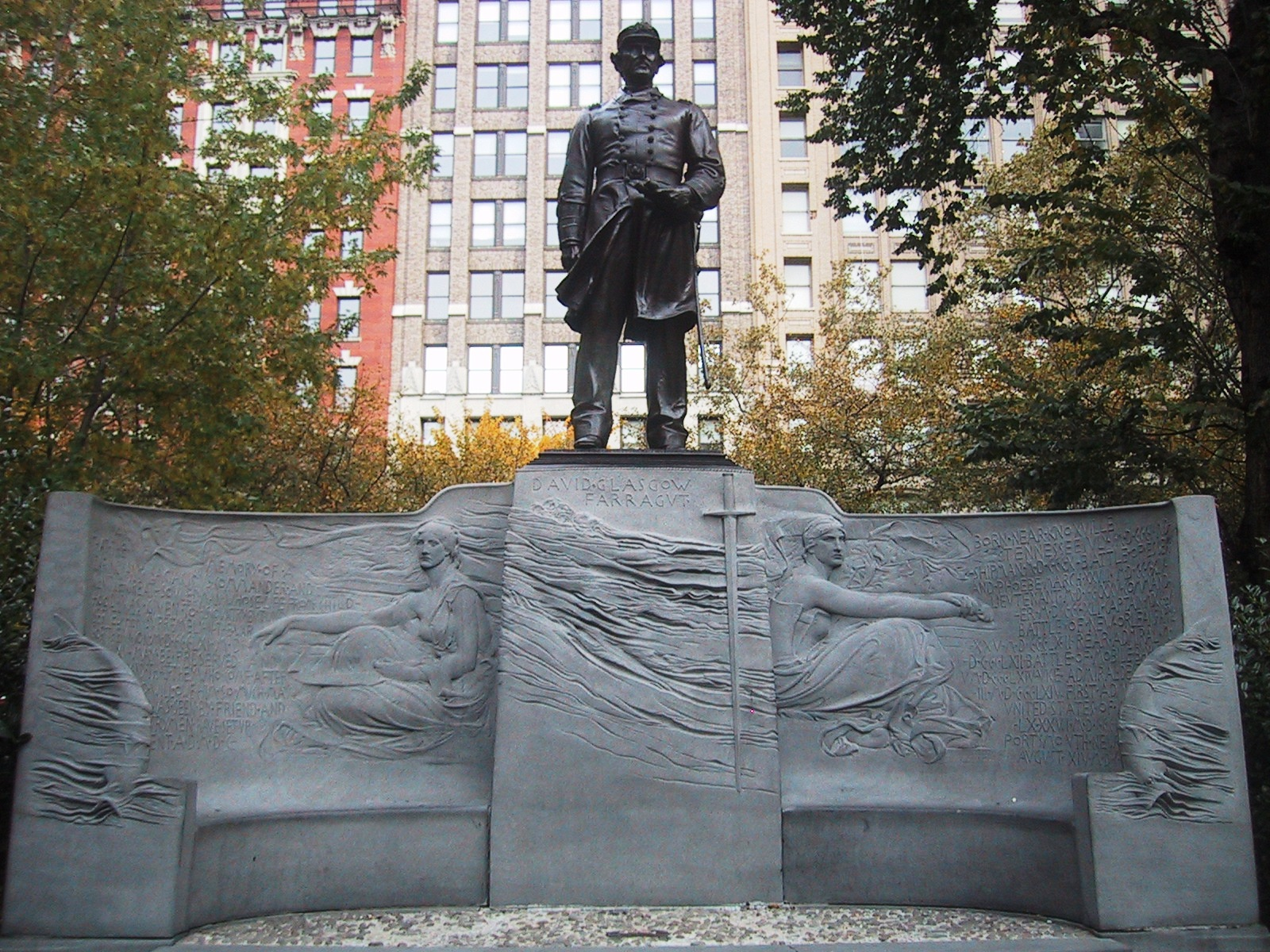
Escultura en Madison Square.

En 1876 recibió su primer gran encargo: un monumento conmemorativo del almirante David Farragut en Nueva York; su amigo Stanford White diseña un entorno arquitectónico, y cuando el conjunto fue inaugurado en 1881, su naturalismo, su falta de grandilocuencia y su implantación se combinaron para hacer del monumento un gran éxito, cristalizando la reputación de Saint-Gaudens.
Los encargos se sucedieron rápidamente: el colosal Lincoln de pie en el Parque Lincoln de Chicago en una escenografía diseñada por White entre 1884 y 1887, considerado el retrato del personaje mejor logrado en Estados Unidos; una larga serie de monumentos funerarios y bustos; la tumba de Adams, el monumento a Peter Cooper, y el monumento a John Logan, el mejor de los cuales es el bajorrelieve de bronce del monumento a Robert Gould, sobre el que Saint-Gaudens trabajó durante catorce años, y aún después de la inauguración de la versión oficial, continuó probando otras versiones. 
Para el centenario de Lincoln en 1909 Saint-Gaudens crea otra estatua del presidente: una figura sentada que se yergue en el Parque Grant de Chicago, de la que se situó una copia en la tumba de Lincoln en Springfield. La cabeza de esta obra fue utilizada como motivo del sello postal conmemorativo emitido en el 100.º aniversario del nacimiento de Lincoln.

## Otras obras
Saint-Gaudens también creó el monumento a Charles Stewart Parnell en la calle O'Connell de Dublín. En 1887, cuando Robert Louis Stevenson hizo su segundo viaje a Estados Unidos, Saint-Gaudens tuvo la oportunidad de hacer los esquicios preliminares de un proyecto de medallón sobre el para entonces muy enfermo escritor. Con modificaciones menores, la medalla fue reproducida en el monumento de Stevenson en la Catedral de St. Giles de Edinburgo. El primo y biógrafo de Stevenson, Graham Balfour, calificó al trabajo como el «más satisfactorio de todos los retratos de Stevenson». Balfour también recalcó que Saint-Gaudens admiraba mucho a Stevenson, y que llegó a decir que «estaría encantado de ir a mil millas por el bien de la sesión».Otras obras de Saint-Gaudens son una estatua del filàntropo Robert Randall en los jardines del puerto de los marineros en Nueva York y una de Copper King y Marcus Daly en la entrada de la escuela de minas de Montana. En 1890, fundió la obra “La Sra. Schuyler Van Rensselaer (Mariana Griswold)”. Se trata de un alto relieve en bronce que retrata a la escritora estadounidense, crítica de arte y reformadora Mariana Griswold Van Rensselaer.

## Profesor y asesor

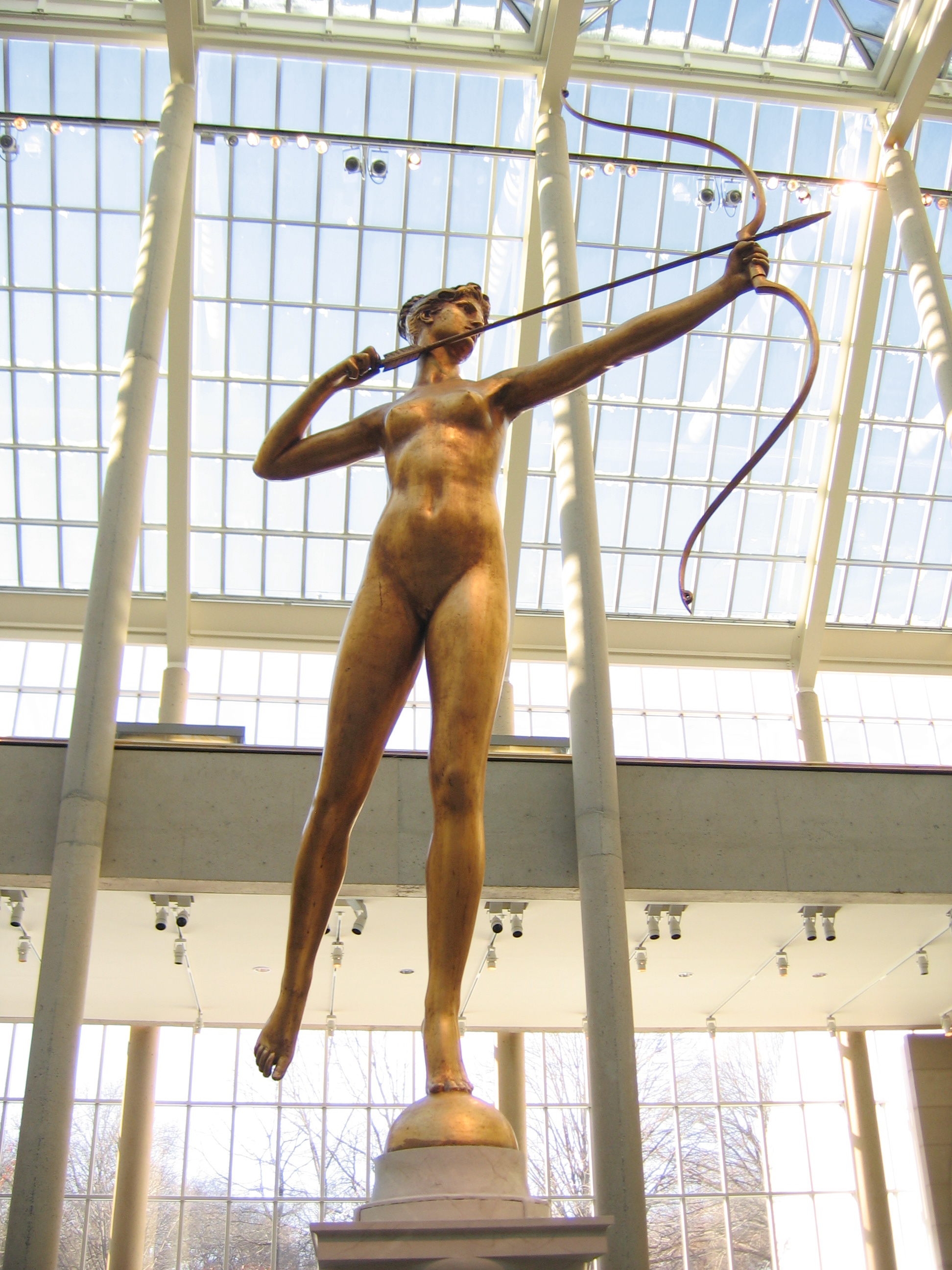
Diana (1892 - 93). Bronce, Metropolitan Museum of Art, Nueva York

La fama de Saint-Gaudens atrajo estudiantes, y se dice que fue un maestro capaz y sensible. Hizo de tutor de jóvenes artistas en forma privada, y enseñó en la Liga de Estudiantes de Arte de Nueva York. Fue asesor artístico de la Exposición Mundial Colombina de Chicago de 1893, un fuerte apoyo de la Academia Americana en Roma y miembro de la Comisión McMillan para el plan director de Washington D.C.
A través de su carrera, Augustus Saint-Gaudens hizo una especialidad de los retratos íntimos en muy bajo relieve, que transmiten herencias del renacimiento florentino. 

## Numismática

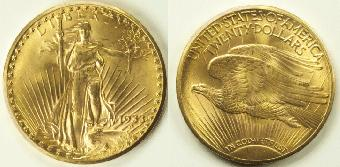
La Double Eagle de 1933, diseño de Saint Gaudens.

Continuando su temprano interés en los madallones, mantuvo afinidad por la numismática: su moneda de oro de veinte dólares , la «double eagle» es considerada todavía la moneda más bella de Estados Unidos.
Elegido por Theodore Roosevelt para rediseñar el conjunto de monedas en circulación, Saint-Gaudens creó una hermosa moneda en alto relieve, que fue adoptada en una versión bajorrelieve por la Casa de Moneda de los Estados Unidos. La versión de alto relieve requería más de once golpes para resaltar los detalles, y se acuñaron solamente 12.367 ejemplares en 1907.
Las dos principales versiones de esta moneda se conocen como «Saint Gaudens High Relief Roman Numerals 1907» y la «Saint Gaudens Arabic Numerals 1907–1933».Otros tipos muy raros de ejemplares, acuñados en 1907, son ávidamente coleccionados, y cotizan a valores entre 10 000 y millones de dólares.

## Últimos años

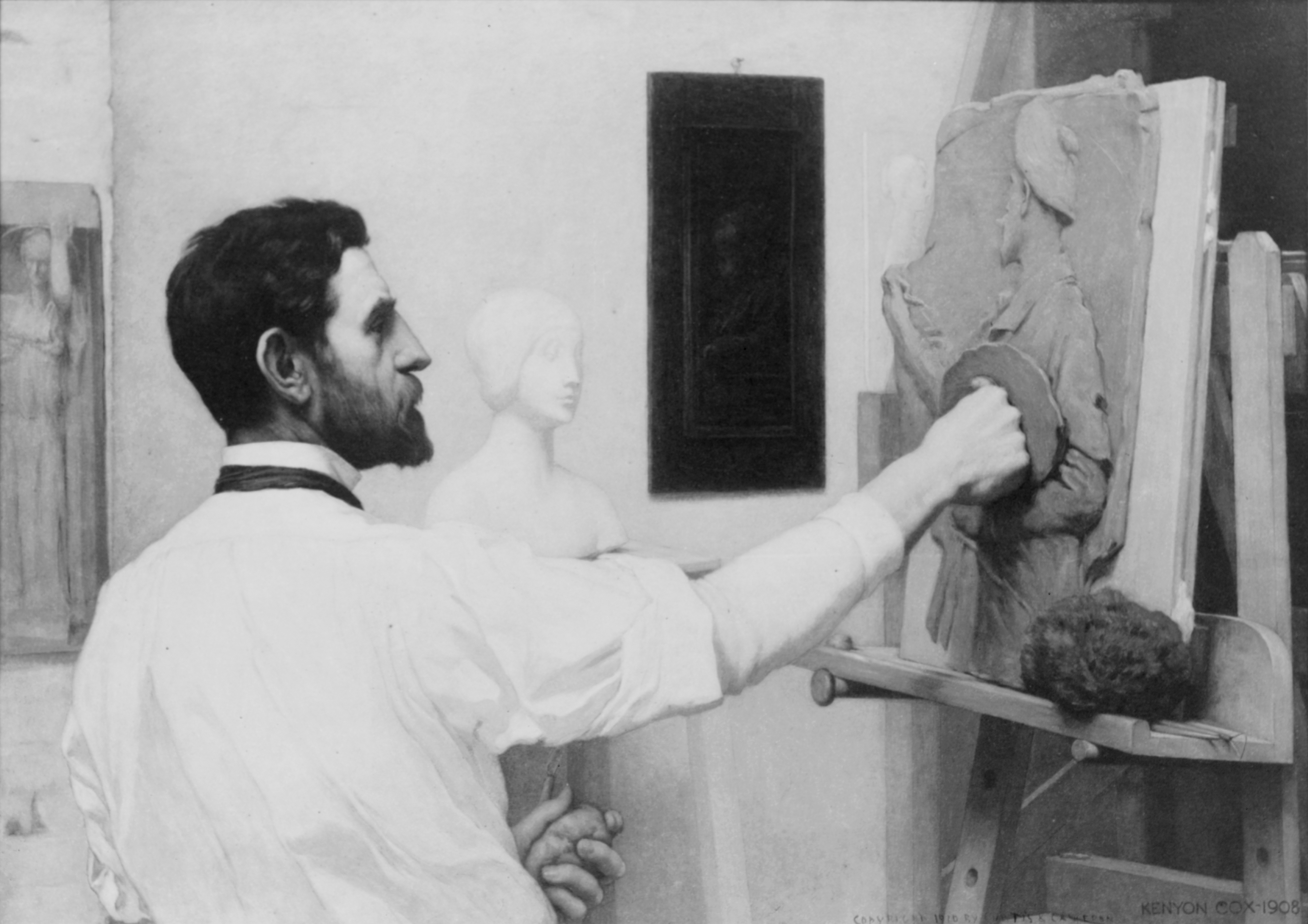
Retrato de Augustus Saint-Gaudens por Kenyon Cox.

Con diagnóstico de cáncer en 1900, decide vivir en su casa con estudio de escultura armado en un jardín artesanal construido por él mismo, donde había pasado veranos con su familia desde 1885, en Cornish, Nuevo Hampshire. A pesar de su menor energía, continuó trabajando, creando una serie constante de relieves y esculturas. En 1904 fue uno de los primeros siete elegidos para la American Academy of Arts and Letters.El mismo año se incendió el gran estudio, causa de la irreparable pérdida de la correspondencia del escultor, sus cuadernos de trabajo y varias obras en ejecución.
Allí reunió junto a su hermano Louis una colonia de artistas de verano, creada en un entorno social y creativo muy dinámico. Entre los asistentes se contaban los pintores Maxfield Parrish, Thomas Dewing, George de Forest Brush y Kenyon Cox, el arquitecto y diseñador de jardines Charles Platt, el escultor Paul Manship, el dramaturgo Percy MacKaye, y el novelista estadounidense Winston Churchill. La colonia se disolvió rápidamente luego de la muerte de Saint-Gaudens en 1907. La casa y los jardines se conservan como sitio histórico. 
La escultura conmemorativa de la Masacre de Boston quedó incompleta a su muerte, pero se encuentra en restauración en el sitio histórico.